# Dictyochophyceae
Dictyochophyceae је мала група морских једноћелијских ризоподијалних, или ређе колонијалних, хетероконтних алги, златасто-браон боје, некада сврставаних у раздео златних алги. Зоолози их називају силикофлагелатама.